# Världsmästerskapen i nordisk skidsport 1939
Världsmästerskapen i nordisk skidsport 1939 ägde rum i Zakopane i Polen 11–19 februari 1939.

## Längdåkning herrar

### 18 kilometer
15 februari 1939
| Medalj | Tävlande                        | Tid     |
| Guld   | Juho 'Jussi' Kurikkala, Finland | 1:05.30 |
| Silver | Klaes Karppinen, Finland        | 1:06.05 |
| Brons  | Carl Pahlin, Sverige            | 1:06.35 |

### 50 kilometer
17 februari 1939
| Medalj | Tävlande                 | Tid     |
| Guld   | Lars Bergendahl, Norge   | 2:57.43 |
| Silver | Klaes Karppinen, Finland | 3:00.27 |
| Brons  | Oscar Gjøslien, Norge    | 3:05.42 |

### 4 × 10 kilometer stafett
19 februari 1938
| Medalj | Lag                                                                                 | Tid     |
| ------ | ----------------------------------------------------------------------------------- | ------- |
| Guld   | Finland (Pauli Pitkänen, Olavi Alakulppi, Eino Olkinuora, Klaes Karppinen)          | 2:08.35 |
| Silver | Sverige (Alvar Hägglund, Selm Stenvall, John Westbergh, Carl Pahlin)                | 2:09.43 |
| Brons  | Italien (Aristide Compagnoni, Severino Compagnoni, Goffredo Baur, Alberto Jammaron) | 2:13.38 |

## Nordisk kombination, herrar

### Individuellt
11 februari 1939
| Medalj | Tävlande                         | Poäng |
| Gold   | Gustav 'Gustl' Berauer, Tyskland | 429,6 |
| Silver | Gustaf Adolf Sellin, Sverige     | 426,6 |
| Brons  | Magnar Fosseide, Norge           | 422,4 |

Gustl Berauer kom från början från Tjeckoslovakien, men tävlade för Tyskland efter att Tyskland började ockupera delar av Tjeckoslovakien från 1938.

## Backhoppning, herrar

### Stora backen
11 februari 1939
| Medalj | Tävlande                  | Poäng |
| Guld   | Sepp Bradl, Tyskland      | 224,7 |
| Silver | Birger Ruud, Norge        | 224,2 |
| Brons  | Arnholdt Kongsgård, Norge | 223,1 |

Sepp Bradl kom från början från Österrike, men tävlade för Tyskland efter att Österrike 1938 anslöts till Tyskland.

## Medaljligan
| Pl. | Nation   | Guld | Silver | Brons | Totalt |
| --- | -------- | ---- | ------ | ----- | ------ |
| 1   | Norge    | 1    | 1      | 3     | 5      |
| 2   | Finland  | 2    | 2      | 0     | 4      |
| 3   | Sverige  | 0    | 2      | 1     | 3      |
| 4   | Tyskland | 2    | 0      | 0     | 2      |
| 5   | Italien  | 0    | 0      | 1     | 1      |